# Trilogia dell'Apocalisse
La trilogia dell'Apocalisse di John Carpenter è una trilogia tematica di film, che include La cosa, Il signore del male e Il seme della follia. Anche se non ci sono personaggi ricorrenti o legami tra i film, il regista ha spiegato esplicitamente nei suoi commenti DVD e nelle interviste che li considera parti di un corpo di lavoro unico, e si riferisce a questi come "trilogia dell'Apocalisse".

## La serie

### La cosa
La cosa è un remake di La cosa da un altro mondo ed è una versione molto più fedele del racconto Who goes there? rispetto al film di Hawks: il film di Carpenter riguarda un alieno capace di impossessarsi e controllare altre forme di vita, invece il film precedente si incentrava su un essere metà uomo e metà vegetale. Inoltre il film di Carpenter tramuta il lieto fine in un finale pessimista. A differenza degli altri due film della trilogia, La cosa è incentrato su una cerchia ristretta di uomini che sono i primi a venire a contatto con la creatura che distruggerà la vita come la conosciamo.

### Il signore del male
Il signore del male, prodotto nel 1987, è l'unico che Carpenter sceneggiò in prima persona, utilizzando lo pseudonimo di "Martin Quatermass", un omaggio a Nigel Kneale e alla serie TV Quatermass, che Kneale scrisse per la BBC.

### Il seme della follia
Il seme della follia del 1994 è profondamente influenzato dalle opere di H. P. Lovecraft, ma non si adatta perfettamente alle sue storie, focalizzandosi invece sulla relazione di un autore horror come Clive Barker o Stephen King, un altro modello per il Sutter Cane protagonista del film, e il suo pubblico.

## Collegamenti tra le opere
I tre finali della trilogia dell'Apocalisse contengono molti elementi somiglianti.
- La cosa finisce con una nota deprimente: gli ultimi due sopravvissuti giacciono al freddo, senza cibo né riparo, in completa sfiducia dell'uno nell'altro, dicendosi "Sediamoci qui, vediamo che succede". Il finale è lasciato completamente aperto, non per un sequel, ma perché sarà il pubblico a decidere quale dei due personaggi è stato infettato dall'alieno.

- Il signore del male si conclude anch'esso con una nota incerta: l'eroe del film, Brian Marsh si avvicina allo specchio della sua stanza da letto e infila le dita dentro di esso. Precedentemente infatti, nella climax del film, l'amore di Marsh, Catherine Danforth, si era gettata con Satana all'interno di uno specchio, cadendovi quindi anche lei. Prima che potesse scappare, il prete, interpretato da Donald Pleasence lanciava un'accetta per la stanza, chiudendo il portale e intrappolando Satana, la sua legione e Danforth nell'altro regno. Dopo questo episodio, Marsh ritorna a casa e prova le esperienze del sogno ricorrente che viene mostrato a poco a poco durante il film, ogni volta che un personaggio si addormenta. In esso, una voce distorta asserisce che quanto sta vedendo "non è un sogno", ma è piuttosto una trasmissione dall'anno 1999 (gli eventi si svolgono alla fine degli anni ottanta) che non può essere trasmessa più da nessun mass media. Il sogno sembra essere un video granuloso della facciata della chiesa nella quale il film è ambientato. La voce dice che qualcosa dev'essere effettuata nel passato perché non si abbia un futuro come quello. Mentre versioni precedenti del sogno si fermavano qui, il sogno di Marsh questa volta mostra l'Anti-Dio, che si rivela avere il corpo della Danforth. Se sia la Danforth o l'Anti-Dio a parlare è un quesito senza risposta, fatto sta che la Danforth è il corpo scelto per questo male antico. Dopo essersi svegliato, Marsh si avvicina allo specchio, con le mani allungate, forse credendo di poter raggiungere attraverso il portale il suo amore, o incontrare Satana e la sua legione. Il film si conclude prima che le dita possano toccare lo specchio.

La rivolta di Il seme della follia. Essa è presente nelle apocalissi di John Carpenter

- Il seme della follia termina con una scena in cui John Trent, completamente impazzito a causa degli eventi già visionati nel film, entra in un cinema e vede lo stesso film che abbiamo visto. Trent, da solo nel cinema, inizia a ridere quando nota che le immagini sullo schermo sono in realtà la sua stessa esperienza di vita. La risata di Trent si fa via via più strozzata e prestando massima attenzione agli ultimissimi fotogrammi si può scorgere il volto del protagonista che inizia a trasformarsi, proprio come chiunque viene a contatto con la storia di Sutter Cane.

## Citazioni
La cosa e Il signore del male contengono piccole varianti della stessa frase. In La cosa Kurt Russell dice "La fiducia è una cosa difficile da sentire in questi giorni", mentre in Il signore del male, Donald Pleasence dice "La fede è una cosa difficile da vedere in questi giorni".